# Pleuroxia cyrtopleura
Pleuroxia cyrtopleura är en snäckart som först beskrevs av Ludwig Pfeiffer 1862.  Pleuroxia cyrtopleura ingår i släktet Pleuroxia och familjen Camaenidae. Inga underarter finns listade i Catalogue of Life.